# Manhunt International

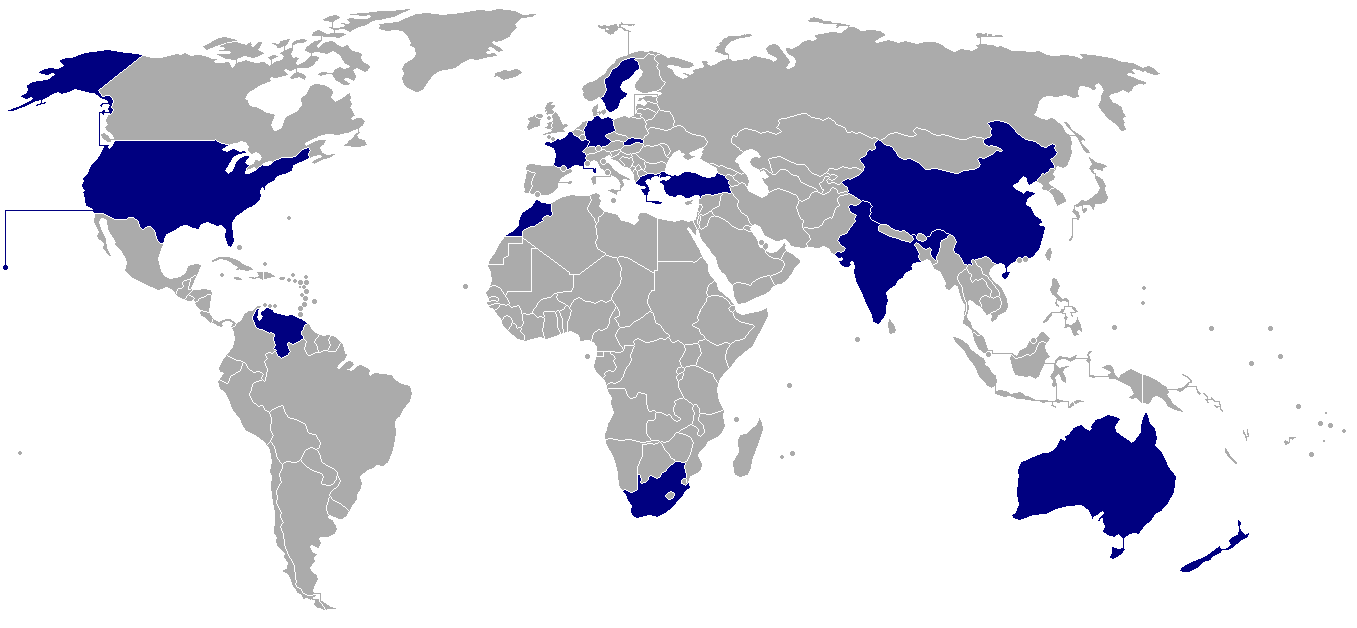
Weltkarte mit den bisherigen Siegerländern (blau eingefärbt)

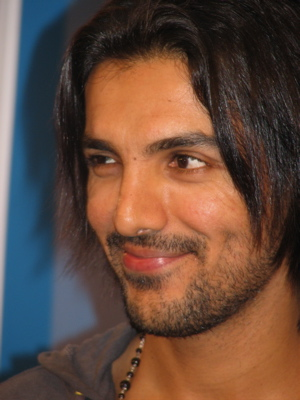
Der indische Schauspieler John Abraham belegte bei der Wahl 1999 den zweiten Platz.

Manhunt International (deutsch „Männerfang International“) ist ein internationaler Schönheitswettbewerb für Herren. Die Veranstaltung wird seit 1993 von der Singapurer Organisation Metromedia Singapore in Zusammenarbeit mit dem australischen Eventveranstalter Procon Leisure International an wechselnden Orten in Asien und Australien ausgerichtet. Die Konkurrenz gilt offiziell als erster internationaler Schönheitswettbewerb für Männer.

## Geschichte
Manhunt International ging aus einem 1987 entstandenen lokalen Schönheitswettbewerb für Männer in Singapur hervor. Alex Liu, Veranstalter von Schönheitskonkurrenzen für Metromedia Singapur hatte diesen ins Leben gerufen. Mit den Konkurrenzen sollten Herrenprodukte besser vermarkten werden. Am 30. November 1993 veranstaltete Liu mit seinem australischen Geschäftspartner Rosko Dickinson den ersten internationalen Schönheitswettbewerb für Männer an der australischen Gold Coast. In der ausschließlich weiblichen Jury saßen mehrheitlich internationale Modejournalisten. Es gewann der 26-jährige Berliner Student Thomas Sasse, der sich gegen 24 Konkurrenten durchsetzen konnte und eine Prämie von 10.000 australischen Dollar erhielt.
1995 wurde das Finale erstmals im Fernsehen in 39 Ländern ausgestrahlt und von circa 420 Millionen Zuschauern verfolgt. 2005 wurde die Veranstaltung in Südkorea unter anderem von Mercedes-Benz gesponsert. Ein Jahr später erreichte Manhunt International bei seiner Austragung in China eine Milliarde Zuschauer weltweit. Bisher ausschließlich in Asien und Australien abgehalten, ist die Veranstaltung außerhalb dieser beiden Kontinente wenig bekannt. Obwohl keine unmittelbaren Pläne vorliegen, die Schönheitskonkurrenz in den USA zu veranstalten, hoffen die Veranstalter auf eine größere Wahrnehmung in der westlichen Welt.
Wie bei der Miss-World-Wahl werden die Kandidaten in nationalen Wettbewerben (z. B. Mister Germany) ermittelt und müssen zwischen 18 und 30 Jahre alt sein. Sie treten in einer Vor-, Halb- und Finalrunde unter anderem in Modenschauen (Bademode, nationale Kostüme usw.) und Talentwettbewerben gegeneinander an. Der Sieger wird von einer Jury ermittelt, in der seit 2001 auch männliche Juroren aufgenommen werden können. Der Manhunt-Gewinner erhält neben einer Geldprämie und einem Modelvertrag einen weißen Schal. Wie bei der Miss-World-Wahl werden sporadisch Spezialpreise („Mr Friendship“, „Mr Personality“, „Mr Photogenic“, „Best National Costume“ usw.) vergeben.
Bei der Verleihung des Titels 2008 in Südkorea kürten elf Juroren mit dem Marokkaner Abdelmoumen El Maghraouy erstmals einen arabischen Teilnehmer zum Sieger. El Maghraouy erhielt eine Geldprämie von 10.000 US-Dollar und einen Modelvertrag im Wert von 30.000 US-Dollar mit der chinesischen Agentur Mythmodels Beijing.

## Preisträger
In den bisher abgehaltenen 14 Wettbewerben schnitten Teilnehmer aus Indien am erfolgreichsten ab, die einmal den Titel gewannen und zweimal den zweiten Platz belegten. Die häufigsten Siege konnten Kandidaten aus Europa auf sich vereinen (fünf Siege).
1996 sollte das Finale zum Jahreswechsel stattfinden, es wurde aber aufgrund der bevorstehenden Singapurer Parlamentswahlen ins Jahr 1997 verschoben. 2003 und 2004 fiel der Schönheitswettbewerb aufgrund des Ausbruchs der Infektionskrankheit SARS beziehungsweise der Vogelgrippe H5N1 in Südostasien aus. 2009 wurde die erneut in Südkorea stattfindende Veranstaltung aufgrund der weltweiten Influenza-Pandemie abgesagt und ins Jahr 2010 nach Taiwan verlegt.
| Jahr / Ort (Teilnehmerzahl) | Jahr / Ort (Teilnehmerzahl) | Sieger                           | Zweitplatzierter          | Drittplatzierter        |
| --------------------------- | --------------------------- | -------------------------------- | ------------------------- | ----------------------- |
| 1993                        | Gold Coast (25)             | Thomas Sasse                     | Berke Hürcan              | Raffaele Memoli         |
| 1994                        | Gold Coast (24)             | Nikos Papadakis                  | Trent Garfthon            | Richard Planks          |
| 1995                        | Singapur (35)               | Albe Geldenhuys                  | Dino Morea                | David Arnold            |
| 1997                        | Singapur (38)               | Jason Erceg                      | Sandro Finoglio Speranza¹ | Vincent Pinto           |
| 1998                        | Gold Coast (35)             | Peter Eriksen                    | Tamme Boh Tjarks          | Robert Korceki          |
| 1999                        | Manila (43)                 | Juan Ernesto Calzadilla Regalado | John Abraham              | Peter Kerby             |
| 2000                        | Singapur (33)               | Brett Cameron Wilson             | David Zepeda              | Brandon Choo            |
| 2001                        | Peking (43)                 | Rajeev Singh                     | Leo Zhang Wei Biao        | Luis Antonio Nery Gómez |
| 2002                        | Shanghai (46)               | Fabrice Bertrand Wattez          | Bart Deschuymer           | Murat Erbaytan          |
| 2005                        | Busan (42)                  | Tolgahan Sayisman                | Agris Blaubuks            | Henry Romero            |
| 2006                        | Jinjiang (53)               | Jaime Augusto Mayol              | Fabien Hauquier²          | Zhao Zheng              |
| 2007                        | Gangwon-do (48)             | Jeffrey Zheng Yu Guang           | Jason Charles Milot       | Ioannis Athitakis       |
| 2008                        | Seoul (47)                  | Abdelmoumen El Maghraouy         | Egill Arnljots            | Cesar Vargas            |
| 2010                        | Taichung (50)               | Peter Meňky                      | Bogdan Brasoveanu         | Marlon de Gregori       |
| 2011                        | Seoul (48)                  | Chen Jian Feng                   | Nelson Omar Sterling      | Gianni Sinnesael        |
| 2012                        | Bangkok (53)                | June Macasaet                    | Peter Bo Jonsson          | Martin Wang             |
| 2016                        | Shanghai (43)               | Patrik Sjöö                      | Ba Te Er                  | Christopher Bramell     |
| 2017                        | Bangkok (40)                | Troung Ngoc Tinh                 | Kongnat Choeisuwan        | Gaetan Osman            |
| 2018                        | Gold Coast (28)             | Vicent Llorach González          | Dale Maher                | Luca Derin              |
| 2020                        | Manila (36)                 | Paul Luzineau                    | Nikos Antonopoulos        | Matheus Cruz Giora      |
| 2022                        | Manila (33)                 | Lochie Carey                     | Joshua Raphael De Sequera | Elijah Van Zanten       |
| 2024                        | Ayutthaya (37)              | Kevin Dasom                      | Lucas Schlachter          | Kenneth Stromsnes       |

¹ = 1998 wurde der Zweitplatzierte Sandro Finoglio Speranza aus Venezuela zum Mister World gewählt.
² = 2003 belegte der Zweitplatzierte Belgier Fabien Hauquier bei der Wahl zum Mister World einen dritten Platz.

## Teilnehmer aus deutschsprachigen Ländern
| Jahr | Deutschland                                            | Österreich       | Schweiz                    |
| ---- | ------------------------------------------------------ | ---------------- | -------------------------- |
| 1993 | Thomas Sasse (Sieger) (Mister Germany 1993)            | –                | Raffaele Memoli (3. Platz) |
| 1994 | Sascha Rose (Mister Germany 1994)                      | Alex Schindelars | Mike Coviello              |
| 1995 | Andreas Sasse (Mister Germany 1995)                    | Rainer Kantz     | Antonio Ferraro            |
| 1997 | Mario Schuster (Mister Germany 1996)                   | –                | Rene Burach                |
| 1998 | Tamme Boh Tjarks (2. Platz) (Mister Germany 1997/98)   | Erich Wandl      | Piedro Della Valle         |
| 1999 | Patrick Urban (Mister Germany 1999)                    | William Summer   | Martin Wehrli              |
| 2000 | Kris Duangphung (Halbfinale) (Mister Deutschland 2000) | –                | –                          |
| 2001 | Marco Lichtenberg                                      | Gunter Niedrist  | –                          |
| 2002 | Christopher Sackeyfio (Mister Deutschland 2002)        | –                | –                          |
| 2005 | Mark Wilke (Mister Deutschland 2005/06)                | –                | –                          |
| 2006 | Ercan Yaşin (Mr Friendship)                            | –                | –                          |
| 2007 | Mahmut Karaton (Mister Mitteldeutschland 2004)         | Marcus Unfried   | –                          |
| 2008 | Simon Payer                                            | –                | –                          |
| 2010 | Marco Beer                                             | –                | –                          |